# 2024 en Slovaquie
Chronologie de la Slovaquie
- 2020
- 2021
- 2022
- 2023
- 2024
- 2025
- 2026
- 2027
- 2028

Cet article présente les faits marquants de l'année 2024 en Slovaquie ou relatifs à la Slovaquie.

## Gouvernement
- Président de la République : Zuzana Čaputová (jusqu'au 15 juin), Peter Pellegrini (à partir du 15 juin)
- Président du gouvernement  : Robert Fico

## Événements

### Avril
- 6 avril : Peter Pellegrini est élu président de la République en battant Ivan Korčok, ancien ministre des Affaires étrangères.

### Mai
- 15 mai : Tentative d'assassinat de Robert Fico, président du gouvernement.

### Août
- 6 août : Licenciements du directeur du Théatre national, Matej Drlička (sk), et de la directrice de la Galerie nationale, Alexandra Kusa, accusés par la ministre de la culture, Martina Šimkovičová, d'« activisme politique progressiste-libéral »[1].
- 12 août : manifestation à Bratislava pour appeler à la démission de la ministre de la culture d'extrême droite, Martina Simkovicova, à la suite d'actions gouvernementales contre des artistes et la communauté LGBT[2].

### Novembre
- 17 novembre : manifestation contre le gouvernement, accusé de velléité de rapprochement avec la Russie[3].

## Culture

### Littérature
- Le prix Vilenica (en) est décerné au bosnien Miljenko Jergović

## Sport

### Canoë-kayak
- Matej Beňuš remporte la médaille de bronze aux Jeux olympiques de Paris.

## Décès
- 11 avril : Anton Flešár, footballeur
- 27 septembre : Marián Gálik, sinologue